# Garçons en cage
Pour les articles homonymes, voir Bad Boy.
Pour plus de détails, voir Fiche technique et Distribution.
Garçons en cage (titre original : Bad Boy) est un film américain réalisé par Kurt Neumann, sorti en 1949.

## Synopsis
Danny Lester est un orphelin de dix-sept ans qui fuit la loi. Il s'est temporairement réfugié en travaillant comme groom dans un hôtel au Texas et vole une partie de dés qui s'y déroule. Il est attrapé et condamné à vingt ans de prison par la juge Florence Prentiss. Il est décidé qu'il doit servir dans une maison de correction pour mineurs jusqu'à ce qu'il soit assez âgé pour servir dans une véritable prison. Le Marshal Brown est surintendant du ranch pour garçons du Variety Club, plaide auprès du juge pour que Danny soit placé sous sa garde au ranch au lieu de la maison de correction, ce que le juge accepte. Marshal et son collègue Chief emmènent Danny au ranch, où il rencontre certains des autres garçons qui y résident.
Danny se comporte alors mal envers Chief et est ridiculisé devant les autres garçons, qui se moquent de lui par la suite. Danny est chargé de la cuisine par la gentille Mme Brown. Pourtant, son comportement n'en reste pas moins infernal et une nuit, il vole un cheval, monte dans la ville la plus proche et braque une bijouterie. Il envoie l'argent dans une enveloppe à lui-même au ranch. Lorsqu'il se bat avec deux autres garçons qui se moquent de lui, le chef leur dit de régler le problème sur le ring de boxe. Danny gagne finalement par jeu déloyal et est encore plus détesté par les autres garçons, qui lui décident tous de l'ignorer en ne lui parlant plus. Marshal veut aider Danny en le faisant participer à une partie de polo de fortune, et après le match, Danny veut acheter le cheval que Ted possède et l'achète avec toutes ses économies pour 200 $. Marshal devient méfiant, se demandant où Danny a obtenu de l'argent pour acheter un cheval. Marshal décide de faire un effort pour améliorer l'attitude de Danny. Il parle au beau-père de Danny, Arnold Strawn. Il reçoit également une histoire de Lila Strawn, la demi-soeur de Danny, qui prétend que Danny a délibérément tué sa mère en l'empoisonnant.
La vérité est que Danny a essayé de l'aider en lui faisant passer des médicaments pour l'aider à guérir de sa maladie. Malheureusement, les pilules que Danny a reçues étaient des somnifères, ce qui a tué sa mère. Lila a accusé son demi-frère de meurtre, et il a battu Arnold et s'est enfui. Alors que Marshal commence à comprendre les causes du comportement de Danny, ce dernier s'échappe à nouveau du ranch, cambriolant cette fois un magasin de vêtements et obtient une arme à feu. Il est pris en flagrant délit et abattu par le shérif alors qu'il s'échappe à cheval. Une balle blesse le cheval, qui saigne plus tard à mort. Le shérif vient au ranch le lendemain mais Danny s'échappe en volant une voiture et est poursuivi par la police. Il écrase finalement la voiture dans un arbre et court dans les bois, blessé et choqué.
Pendant ce temps, Mme Brown a reçu un message indiquant que le beau-père et la demi-sœur de Danny ont été tués dans une explosion. Marshal enquête sur la mort de la mère de Danny et découvre qu'elle est en fait décédée de causes naturelles et non des somnifères que Danny lui a donnés. Marshal poursuit Danny dans les bois et le trouve. Après lui avoir raconté ce qu'il a découvert sur la mort de sa mère, Danny se rend à la police et est emmené à l'hôpital. Là, il reçoit la visite d'un ancien complice, Joe, celui qui a aidé à dévaliser le jeu de dés de l'hôtel. Joe dépasse les gardes de police et essaie d'empêcher Danny de le dénoncer. Joe essaie d'aider Danny à s'échapper et assomme le policier qui garde la pièce, lorsque Mme Brown entre. Elle dit à Danny qu'elle et son mari veulent l'aider, mais Joe pointe une arme sur elle. Danny domine Joe, et le Marshal et le chef viennent à la rescousse.
De retour au tribunal, Marshall défend Danny et il n'est condamné qu'à six mois supplémentaires au ranch. Cette fois, l'attitude de Danny a changé et il en sort meilleur, qui poursuit des études d'ingénieur au Texas A & M pour mener une vie normale et agréable

## Fiche technique
- Titre original : Bad Boy
- Titre français : Garçons en cage
- Réalisation : Kurt Neumann
- Scénario : Robert Hardy Andrews, d'après une histoire de Robert Hardy Andrews et Paul Short
- Direction artistique : Theobold Holsopple
- Décors : Raymond Boltz Jr
- Costumes : Lorraine MacLean
- Photographie : Karl Struss
- Son : Earl Sitar
- Montage : William Austin
- Musique : Paul Sawtell
- Production : Paul Short
- Production associée : George Bertholon
- Société de production : Allied Artists Productions
- Société de distribution : Monogram Distributing Corporation
- Pays de production :  États-Unis
- Langue originale : anglais
- Format : noir et blanc — 35 mm — 1,37:1 — son Mono
- Genre : drame
- Durée : 85 minutes
- Dates de sortie : 
  - États-Unis : 22 février 1949
  - France : 17 octobre 1949

## Distribution
- Audie Murphy : Danny Lester
- Lloyd Nolan : Marshall Brown
- Jane Wyatt : Mme Maud Brown
- James Gleason : "Chief"
- Stanley Clements : "Bitsy" Johnson
- Martha Vickers : Lila Strawn
- Rhys Williams : Arnold Strawn
- Selena Royle : Juge Florence Prentiss
- Jimmy Lydon : Ted Hendry
- Dickie Moore : Charlie
- Tommy Cook : Floyd
- William F. Leicester : Joe Shields
- Harold Goodwin : Gambler

## Bande originale ou chansons du film
- Dream on Little Plowboy, paroles et musique de Gene Austin